# Orlea (gmina)
Orlea – gmina w Rumunii, w okręgu Aluta. Obejmuje miejscowości Orlea i Orlea Nouă. W 2011 roku liczyła 2331 mieszkańców.